# Stelling van Bertrand-Diquet-Puiseux
In de differentiaalmeetkunde, een deelgebied van de wiskunde, drukt de stelling van Bertrand-Diquet-Puiseux de Gaussiaanse kromming van een oppervlak uit in termen van de omtrek van een geodetische cirkel, of de oppervlakte van een geodetische schijf. De stelling is vernoemd naar de Franse wiskundigen Joseph Bertrand, Victor Puiseux en C.F. Diquet, die deze stelling in 1848 als eersten publiceerden.
Laat {\displaystyle p} een punt op een glad oppervlak {\displaystyle M} zijn. De geodetische cirkel met straal {\displaystyle r} gecentreerd op {\displaystyle p} is de verzameling van alle punten waarvan de geodetische afstand van {\displaystyle p} gelijk is aan {\displaystyle r}. Laat {\displaystyle C(r)} de omtrek van deze cirkel aanduiden, en laat {\displaystyle A(r)} de oppervlakte van de schijf binnen de cirkel aanduiden. De stelling van Bertrand-Diquet-Puiseux beweert dat
{\displaystyle K(p)=\lim _{r\to 0^{+}}3{\frac {2\pi r-C(r)}{\pi r^{3}}}=\lim _{r\to 0^{+}}12{\frac {\pi r^{2}-A(r)}{\pi r^{4}}}}
De stelling is nauw verwant aan de stelling van Gauss-Bonnet.